# Мала хидроелектрана Соколовица
Мала хидроелектрана „Соколовица” је прва хидроелектрана изграђена после Другог светског рата. Пуштена је у рад на Дан републике 29. новембра 1948. на Великом Тимоку код Чокоњара, 22 km низводно од Зајечара.
Била је од великог значаја за целу Тимочку Крајину, посебно за привредни развој тог краја. Изграђена је као прибранско постројење на 100 метара надморске висине. Брана је гравитициона. Висина бране у односу на најнижу коту темеља износи 18 метара, а у односу на коту терена износи 17,5 метара и укупне дужине 100 метара. Пројектована запремина акумулационог језера износи 1.100.000 m³, а максиманлни капацитет прелива при коти нормалног успора износи 750 m³/s. Први агрегат је постављен 1948. и добијен је из ратне одштете. Ради се о Францисовој турбини из 1930.тих година, која је аутономна, може да крене без побуде, док су други и трећи агрегат пројектовали југословенски произвођачи „Раде Кончар” и „Литострој”. Просечна годишња производња износи око 11 милиона kWh. Када је изграђена, била је највећа у Источној Србији.
Мада скромног капацитета по данашњим мерилима, ова хидроелектрана у случају распада електроенергетског система, што се до сада догодило два пута, служи за подизање целог система. С обзиром да једна од турбина може ручно да се пусти у рад, након достизања пуне снаге њеног генератора, могу да се покрену и остала два. Сва три заједно имају снагу довољну за покретање генератора у ХЕ Ђердап II, који затим може да покрене генераторе у ХЕ Ђердапу I, са чиме би се покренули и сви остали.
ХЕ „Соколовица” је једна од ретких у Србији која има такозвану „рибљу стазу”, односно могућност несметаног проласка рибе са обе стране бране, што значајно помаже очувању рибљег фонда.